# Soler Botei
Soler Botei és una casa amb elements eclèctics i modernistes de Vic (Osona) protegida com a Bé Cultural d'Interès Local.

## Descripció
Edifici civil. Casal de planta rectangular de grans dimensions que es troba en el pla del Toneu, a prop de Sant Sebastià, des d'on es veu tota la Plana.
A través d'un túnel s'accedeix a un espaiós jardí que envolta la casa. A la part dreta de la façana s'eleva una torre, adossada al túnel, de planta quadrada i quatre pisos i coberta a quatre vessants. A la part baixa hi ha una capella dedicada a la Immaculada. El cos de la casa consta de planta baixa i dos pisos, el portal d'entrada és dovellat, damunt d'unes mènsules se sosté un balcó en el qual hi ha un escut d'armes que no es pot descriure, ja que es troba cobert per l'heura que s'enfila per les parets de l'edifici. Està construït amb pedra i estuc amb formes decoratives.

## Història
Casal d'edificació moderna, des del qual es divisa tota la Plana. És de línies modernistes per bé que hi ha una data damunt el portal principal que indica una data anterior: 1804.
Té un caire d'edifici defensiu amb grans pretensions senyorials, l'envolta un bell jardí.